# Odd Hassel
Odd Hassel (n. 17 mai 1897, Christiania, Suedia-Norvegia – d. 11 mai 1981, Oslo, Norvegia) a fost un chimist norvegian, laureat al Premiului Nobel pentru chimie (1969).